# 大竹县
大竹县是四川省达州市所辖的一个县，位于四川省东部，达州市南部，因多產大竹為名。总面积2075平方公里，2020年全县常住人口84.19万人，享有中国苎麻之乡、川东绿竹之乡美誉。

## 歷史沿革[4]
武周久視元年（700），分蓬州宕渠縣東部新建大竹縣，屬蓬州。縣治在今渠縣漢碑鄉沈府君闕南一里處。唐天寶元年（742），蓬州改咸安郡，縣屬咸安郡。至德二年（757），縣第一次併入鄰山縣，改屬渠州。不久，復置大竹縣。寶曆元年（825），第二次併入鄰山，後又分置大竹縣。五代梁開平元年～宋乾德三年（907～965）的58年間，均置有渠州，下轄流江縣、大竹縣、鄰山縣，鄰水縣、渠江縣5縣。北宋至道二年（996），第三次併入鄰山縣，縣屬鄰州。大中年間，又復置大竹縣。景祐元年（1035），降大竹為鎮，劃屬流江縣。紹興三年（1133），渠州守令何修請准復置大竹縣仍屬渠州。寶慶三年（1227），果州升級為順慶府，縣屬順慶府。元至元二十年（1283），鄰山、鄰水併入大竹。縣治遷入原鄰山境內的木門鎮，鎮在今竹陽鎮東，原有二小崗，兩處相連，土色各異。二崗有兩樹上部交合如關隘，故稱木門鎮。明成化初，縣治方移入新城（竹陽鎮）。

## 縣域[6]
- 民國初年鄰水鄰山鄉一甲（塗家灣）入楊通鄉。
- 民國二十六年（1937年），調整清理「飛地」，民國30年（1941年）5月省府核准執行：
  - 大竹縣人和鎮7保，人口4613，土地36895畝，民國27年（1938年）8月劃入渠縣。
  - 渠縣回龍鎮（2處）3甲，人口235，土地1356畝，民國27年（1938年）8月劃歸大竹縣。
- 民國二十九年（1940），古家聯保的半個保劃入鄰水三古鄉（古家鄉）。
- 民國二十九年（1940），太和鄉的1保5甲入鄰水太和鄉。
- 民國三十年（1941）2月，鄰水普興鄉鹽店一帶入文星鄉，後屬楊通鄉。
- 民國三十一年，歐家鄉胡家灣一帶（鄰水柑子斷石橋村）入鄰水普興鄉。
- 民國三十一年2月，鄰水民治鄉蔡家壩（今姚市天陡村），李家壩（今鄰水甘家橋村）入歐家鄉。
- 民國三十一年7月1日，渠縣劃清白(清和、柏林)、隆陽(楊家、回龍)兩鄉（42保356甲）歸大竹縣轄，面積共88平方公里。8月1日，正式辦理移交，後改為清河、柏林、楊家、回龍4鄉。
- 民國三十二年，歐家鄉李家壩還鄰鄰水普興鄉。
- 1950年，梁平壁山鄉石橋鋪的梁山街入石橋鋪鎮。
- 1951年，梁平壁山鄉滴水村的兩個鄰入石橋鋪鎮四合村。
- 1951年6月，神合鄉3保與附5保入鄰水三古鄉（即今雙鳳，鏵尖二村）。

## 概況
全县幅员面积2076平方公里，耕地93.14万亩，辖50个乡镇、384个行政村，总人口105万人。2004年实现国内生产总值68.50亿元，全县地方财政一般预算收达1.28亿元，城镇居民人均可支配收入达5668元，农民人均纯收入2940元。区位优越。
资源丰富。农业资源特色突出。苎麻种植面积30万亩、年产量4.5万吨，居全国之首。竹面积40万亩，其中成片白夹竹达20万亩，居全省首位，活立竹蓄量达84万吨。矿产资源丰富多样。原煤总储量为1.63亿吨，天然气蕴藏量约600亿立方米，碳酸锶矿储量达148万吨，石灰石储量丰富。旅游资源瑰丽多彩。境内有水天一色的百岛湖五峰山国家级森林公园，有“世界少有、中国稀有”的中欧结合式建筑群清河古镇，有曲径通幽、险象环生的“三国故道”，有品位富集的川东第一流地热温泉等景观。

## 行政区划
大竹县下辖3个街道办事处、23个镇、5个乡：
竹阳街道、东柳街道、白塔街道、乌木镇、团坝镇、杨家镇、清河镇、柏林镇、石河镇、中华镇、石桥铺镇、观音镇、周家镇、石子镇、文星镇、妈妈镇、高穴镇、欧家镇、庙坝镇、清水镇、月华镇、高明镇、童家镇、天城镇、四合镇、永胜镇、朝阳乡、安吉乡、八渡乡、杨通乡和川主乡。

## 交通
318国道、 210国道纵横交错， 达渝高速公路贯通全境，县城西至襄渝线渠县火车站40公里，北至达州火车站60公里、 达州金垭机场70公里，南至 重庆江北机场130公里，东至 梁平机场90公里、万州港176公里，形成半小时达州、1小时重庆、3小时成都通达格局，成为川、渝、鄂、陕的物资集散地和川东北地区的商贸中心。

## 特产
大竹香椿、大竹秦王桃、东柳醪糟：中国地理标志产品。